# Pimpinella turcomanica
Pimpinella turcomanica är en flockblommig växtart som beskrevs av Boris Konstantinovich Schischkin. Pimpinella turcomanica ingår i släktet bockrötter, och familjen flockblommiga växter. Inga underarter finns listade i Catalogue of Life.